# Demokratische und soziale Versammlung
Die Demokratische und soziale Versammlung (französisch: Convention démocratique et sociale-Rahama, Kürzel: CDS-Rahama) ist eine politische Partei in Niger.

## Geschichte

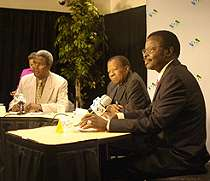
Der Gründungsparteivorsitzende Mahamane Ousmane (rechts) neben Quett Masire (Mitte) und António Mascarenhas Monteiro (links)

Die spätere politische Partei geht auf die Association Mutuelle pour la Culture et les Arts (AMACA) zurück, eine in den späten 1980er Jahren von Intellektuellen aus Zinder und Maradi gegründete Interessensvertretung der Hausa. Die AMACA wurde von Mahamane Ousmane geleitet und verfolgte das Ziel, die politische Hegemonie der Zarma und Songhai in Niger zu brechen. Im Zuge des politischen Umbruchs Anfang der 1990er Jahre wurden ethnisch oder regional orientierte politische Gruppierungen verboten. Aus der AMACA entstand so 1991 unter Mahamane Ousmane die sozialdemokratische CDS-Rahama als reguläre politische Partei. Sie war ein Gründungsmitglied der von 1991 bis 1996 bestehenden Neun-Parteien-Koalition Allianz der Kräfte des Wandels, die sich als Opposition zur Alleinherrschaft der Nationalen Bewegung der Entwicklungsgesellschaft (MNSD-Nassara) formierte. Amadou Cheiffou, der stellvertretende Parteivorsitzende der CDS-Rahama, war in der von 1991 bis 1993 währenden Übergangsphase bis zu den ersten Mehrparteienwahlen in Niger Premierminister. Für lange Zeit wirkte Adamou Namata als Generalsekretär der Partei.
Bei den Parlamentswahlen von 1993 zog die CDS-Rahama in die Nationalversammlung ein. Sie gewann 22 von 83 Sitzen. Die Allianz der Kräfte des Wandels erhielt insgesamt 50 Sitze, wodurch die Mehrheit des MNSD-Nassara gebrochen wurde. Die Präsidentschaftswahlen von 1993 brachten dem CDS-Rahama-Kandidaten Mahamane Ousmane den Sieg vor dem zweitplatzierten MNSD-Nassara-Kandidaten Mamadou Tandja. Die Allianz der Kräfte des Wandels bildete eine Koalitionsregierung, die allerdings 1994 ihre parlamentarische Mehrheit verlor. Nach den Parlamentswahlen von 1995, bei der sich die CDS-Rahama mit 24 von 83 Mandaten nur leicht verbessern konnte, musste Staatspräsident Mahamane Ousmane einen MNSD-Nassara-Politiker als Premierminister akzeptieren. Dies führte zu einer Blockadepolitik (Cohabitation), der 1996 durch einen von Ibrahim Baré Maïnassara angeführten Staatsstreich ein Ende gesetzt wurde. Maïnassara gewann die von Beobachtern als manipuliert beschriebenen Präsidentschaftswahlen von 1996, bei denen sein Amtsvorgänger Ousmane mit offiziell knapp unter 20 Prozent Stimmenanteil Zweitplatzierter wurde. Die Parlamentswahlen von 1996 wurden von der CDS-Rahama wie von allen großen Oppositionsparteien boykottiert.
Nach dem gewaltsamen Tod Maïnassaras fanden die Präsidentschaftswahlen von 1999 statt, bei denen Mahamane Ousmane den dritten Platz erhielt und die von Mamadou Tandja vom MNSD-Nassara vor Mahamadou Issoufou vom PNDS-Tarayya gewonnen wurden. Bei der Stichwahl zwischen Tandja und Issoufou spielte die CDS-Rahama durch ihre Wahlempfehlung den Königsmacher, die – wie auch bei den Präsidentschaftswahlen von 2004, bei denen die Reihung der drei bestplatzierten Kandidaten die gleiche war – für Mamadou Tandja ausfiel. Die Parlamentswahlen von 1999 brachten der CDS-Rahama 17 von 83 Parlamentssitzen. Im Januar 2004 spaltete sich das Sozialdemokratische Bündnis (RSD-Gaskiya) unter der Führung von Amadou Cheiffou, des stellvertretenden Parteivorsitzenden der CDS-Rahama, von der Partei ab. Bei den Parlamentswahlen von 2004 erhielt die CDS-Rahama 22 und der RSD-Gaskiya 7 von 113 Sitzen in der Nationalversammlung. Die CDS-Rahama war bis 2009 der Koalitionspartner des MNSD-Nassara in den Regierungen unter Staatspräsident Mamadou Tandja, der 2010 wegen seines zunehmend autokratischen Regierungsstils durch einen Staatsstreich gestürzt wurde.
Mamamane Ousmane fuhr bei den von Mahamadou Issoufou (PNDS-Tarayya) gewonnenen Präsidentschaftswahlen von 2011 mit etwas über acht Prozent Stimmenanteil sein bislang schlechtestes Ergebnis ein. Bei den Parlamentswahlen von 2011 stürzte die CDS-Rahama auf drei von 113 Mandaten ab. Nach mehrjährigem Streit um die Ausrichtung und Führung der Partei löste Abdou Labo, der bisherige stellvertretende Parteivorsitzende, Mahamane Ousmane 2014 als Parteivorsitzenden ab. Ousmane wurde im darauffolgenden Jahr aus der Partei ausgeschlossen. Bei den Parlamentswahlen von 2016 gewann die CDS-Rahama drei von 171 Sitzen in der Nationalversammlung. Abdou Labo ging bei den Präsidentschaftswahlen von 2016 für die Partei ins Rennen und wurde siebter von fünfzehn Kandidaten.
Infolge der Parlamentswahlen von 2020 ist die Demokratische und soziale Versammlung nicht mehr in der Nationalversammlung vertreten.